# Новогодишњи поклон (албум)
„Новогодишњи поклон“ је музички албум Слободана Домаћиновића и Бранке Букацић, уз пратњу Оркестра Нема даље. Албум је 2008. године издала дискографска кућа Фолк диск из Салаша код Зајечара. За све пјесме на албуму текст је написао Слободан Домаћиновић. На албуму се налази 13 нумера – инструментала и пјесама у дуету или у соло изведбама Слободана Домаћиновића и Бранке Букацић:
1. Њевастика мја (Njevastika mja – Жено моја)
2. Сапа пустије (Sapa pustije – Пуста мотико)
3. Данц шећерлема
4. Ма ја доамње дин душмањи (Ma ja doamnje din dušmanji – Чувај нас, Боже, од душмана)
5. Нам јубит кум са јубеште (Nam jubit kum sa jubešte – Нисам је волио колико је требало)
6. Кавалино
7. Ку дајка унде ам шезут (Ku dajka unde am šezut – Гдје сам сједио са драгом)
8. Спуње дајко (Spunje dajko – Реци, драга)
9. Свадбарско коло
10. М’ндра мја ку каса ’н колц (Mndra mja ku kasa n kolc – Љепотице моја, са кућом на ћошку)
11. Музичка четворка
12. А пљекат тата де а каса (A pljekat tata de a kasa – Дођи, тата, кући)
13. Пожаревачко коло